# Марзили
Марзили́ (азерб. Mərzili) — село в Агдамском районе Азербайджана. Расположено на высоте 246 м.

## История
В годы Российской империи село Марзили (Марзилу 1-е) находилось в составе Шушинского уезда Елизаветпольской губернии. По данным «Кавказского календаря» на 1912 год в селе проживало 1625 человек, в основном азербайджанцы, указанные в календаре как «татары».
В ходе Первой карабахской войны село было освобождено армянами. Согласно административно-территориальному делению непризнанной Нагорно-Карабахской Республики, фактически контролировавшей село с 1993 по 2020 год, было расположено в Мартунинском районе НКР.
Тем не менее, в 1999 году на основании обращения сельчан, проживающих на самостройках на части административной территории села, контролируемой ВС Азербайджана, был организован Марзилинский муниципалитет, первый устав которого был принят в 2000 году. Согласно Закону Республики Азербайджан "О муниципальных территориях и землях", село Марзили является центром одноименного муниципалитета. 
30.08.2017 году был принят второй устав Муниципалитета Марзили, действующий до сих пор.
Несмотря на факт оккупации села, муниципалитет Марзили за все время существования принимал все необходимые акты нормативного характера и постановления о бюджете. 
В результате Второй карабахской войны было достигнуто соглашение о прекращении огня, согласно которому, 20 ноября 2020 года, территория Агдамского района, в том числе село Марзили, была оккупирована и передана Азербайджану..

## Известные уроженцы
Уроженцем Марзили являлся Микаил Гёзалов — глава исполнительной власти города Шуша (1991).